# 吞巴镇
吞巴乡（藏語：ཐོན་པ་），是中华人民共和国西藏自治区拉萨市尼木县下辖的一个乡镇级行政单位。

## 行政区划
吞巴乡下辖以下地区：
吞达村、根培村和吞普村。

## 交通
- 318国道